# Ananij Andriejew
Ananij Kononowicz Andriejew (ros. Ананий Кононович Андреев, ur. we wrześniu 1901 w obwodzie jakuckim, zm. 1944) – przewodniczący Rady Komisarzy Ludowych Jakuckiej ASRR (1929-1931).
Od 1920 członek RKP(b), 1922-1923 sekretarz powiatowego komitetu RKP(b) w Wilujsku, 1923 inspektor Wydziału Organizacyjnego Jakuckiego Komitetu Obwodowego RKP(b), 1923-1924 przewodniczący Komitetu Wykonawczego Jakuckiej Rady Okręgowej. 1924-1925 kierownik Departamentu Podatkowego Ludowego Komisariatu Finansów Jakuckiej ASRR, 1925-1926 sekretarz Komisji Specjalnej WCIK ds. Wybrzeża Ochockiego, 1926-1928 studiował na Komunistycznym Uniwersytecie im. Swierdłowa, po czym został instruktorem i kierownikiem Wydziału Organizacyjno-Propagandowego Komitetu Okręgowego WKP(b) w Jakucku. Do marca 1929 sekretarz odpowiedzialny Jakuckiego Komitetu Okręgowego WKP(b), od marca 1929 do czerwca 1931 przewodniczący CIK Jakuckiej ASRR i równocześnie przewodniczący Rady Komisarzy Ludowych Jakuckiej ASRR, 1931-1936 studiował we Wszechzwiązkowej Akademii Przemysłowej im. Stalina, 1936-1937 dyrektor Centralnej Elektrowni w Jakucku, 1937-1938 ludowy komisarz gospodarki komunalnej Jakuckiej ASRR.
W 1938 został aresztowany, w maju 1940 skazany na śmierć, później karę śmierci zamieniono na pozbawienie wolności. Zmarł w więzieniu.